# Holiday Lake (Iowa)
Holiday Lake è un census-designated place (CDP) degli Stati Uniti d'America, situato nello stato dell'Iowa, nella contea di Poweshiek. Secondo il censimento del 2020 gli abitanti di Holiday Lake ammontavano a 473.